# Anastasiya Vozniak
Anastasiya Romanivna Vozniak –en ucraniano, Анастасія Романівна Возняк– (Leópolis, 9 de diciembre de 1998) es una deportista ucraniana que compite en gimnasia rítmica, en la modalidad de conjuntos.
Ganó una medalla de bronce en el Campeonato Mundial de Gimnasia Rítmica de 2018 y cinco medallas en el Campeonato Europeo de Gimnasia Rítmica entre los años 2018 y 2023. En los Juegos Europeos obtuvo tres medallas, dos en Bakú 2015 y una en Minsk 2019.
Participó en dos Juegos Olímpicos de Verano, ocupando el séptimo lugar en Río de Janeiro 2016 y el séptimo en Tokio 2020, en la prueba de conjuntos.

## Palmarés internacional
| Campeonato Mundial | Campeonato Mundial   | Campeonato Mundial | Campeonato Mundial          |
| Año                | Lugar                | Medalla            | Prueba                      |
| ------------------ | -------------------- | ------------------ | --------------------------- |
| 2018               | Sofía (Bulgaria)     | Medalla de bronce  | 3 con pelota + 2 con cuerda |
| Juegos Europeos    |                      |                    |                             |
| Año                | Lugar                | Medalla            | Prueba                      |
| 2015               | Bakú (Azerbaiyán)    | Medalla de plata   | 5 con cinta                 |
| 2015               | Bakú (Azerbaiyán)    | Medalla de bronce  | 3 con mazas + 2 con aro     |
| 2019               | Minsk (Bielorrusia)  | Medalla de plata   | 3 con aro + 2 con mazas     |
| Campeonato Europeo |                      |                    |                             |
| Año                | Lugar                | Medalla            | Prueba                      |
| 2018               | Guadalajara (España) | Medalla de plata   | 5 con aro                   |
| 2020               | Kiev (Ucrania)       | Medalla de oro     | 5 con pelota                |
| 2020               | Kiev (Ucrania)       | Medalla de plata   | 3 con aro + 2 con mazas     |
| 2020               | Kiev (Ucrania)       | Medalla de bronce  | Concurso completo           |
| 2023               | Bakú (Azerbaiyán)    | Medalla de plata   | Concurso por equipos        |